# Kim Il-chol
Kim Il-chol (1933 – 15 tháng 9 năm 2023) là một sĩ quan cấp cao trong Quân đội Nhân dân Triều Tiên, mang quân hàm Phó Nguyên soái. Ông từng giữ chức vụ Ủy viên Ủy ban Quân sự Trung ương Đảng Lao động Triều Tiên, Phó Chủ tịch Ủy ban Quốc phòng Triều Tiên và Bộ trưởng Bộ Quốc phòng Triều Tiên.
Ông được cho là đã qua đời vào ngày 15 tháng 9 năm 2023, hưởng thọ 90 tuổi.

## Tiểu sử
Ông sinh năm 1933 ở Bình Nhưỡng. Năm 1947, Kim Il-chol gia nhập Quân đội Nhân dân Triều Tiên. Năm 1958, ông tốt nghiệp Đại học Hải quân. Từ năm 1962 đến 1965, ông du học tại Đại học Hải quân Đại Liên. Năm 1962 đến 1968, ông tiếp tục du học tại Học viện Chỉ huy Hải quân Kliment Voroshilov ở Liên Xô.
Năm 1968, trở về nước Kim Il-chol được phân công làm Phó Tham mưu trưởng Hải quân Quân đội Nhân dân Triều Tiên. Năm 1971, nhậm chức Tham mưu trưởng Hải quân Quân đội Nhân dân Triều Tiên. Năm 1974, Kim Il-chol được thăng chức Phó Tư lệnh Hải quân Quân đội Nhân dân Triều Tiên.
Tháng 10 năm 1980, tại Đại hội Đảng Lao động Triều Tiên lần thứ 6, Kim Il-chol được bầu làm Ủy viên Ủy ban Trung ương Đảng Lao động Triều Tiên, Ủy viên Ủy ban Quân sự Trung ương Đảng Lao động Triều Tiên. Tháng 6 năm 1982, Kim Il-chol được bổ nhiệm giữ chức vụ Tư lệnh Hải quân Quân đội Nhân dân Triều Tiên, cùng tháng, ông được phong quân hàm Trung tướng. Tháng 5 năm 1985, Kim Il-chol được phong quân hàm Thượng tướng. Tháng 4 năm 1992, Kim Il-chol thụ phong quân hàm Đại tướng.
Tháng 4 năm 1997, Kim Il-chol được bổ nhiệm làm Thứ trưởng thứ nhất Bộ Quốc phòng Triều Tiên, đồng thời thụ phong quân hàm Thứ soái, tức Phó Nguyên soái Quân đội Nhân dân Triều Tiên. Tháng 9 năm 1998 đến tháng 9 năm 2003, Kim Il-chol đảm nhiệm chức vụ Phó Chủ tịch Ủy ban Quốc phòng Triều Tiên.
Từ ngày 9 tháng 9 năm 2000 đến ngày 11 tháng 2 năm 2009, Kim Il-chol đảm nhiệm chức vụ Bộ trưởng Bộ Quốc phòng Triều Tiên. Tháng 9 năm 2003, ông được bầu làm Ủy viên Ủy ban Quốc phòng Triều Tiên.
Ngày 11 tháng 2 năm 2009 đến ngày 13 tháng 5 năm 2010, Kim Il-chol nhậm chức Thứ trưởng thứ Nhất Bộ CQuốc phòng Triều Tiên.
Ngày 14 tháng 5 năm 2010, Kim Il-chol, Thứ trưởng thứ Nhất Bộ Quốc phòng Triều Tiên kiêm Ủy viên Ủy ban Quốc phòng nhận quyết định thôi giữ mọi chức vụ về nghỉ hưu do tuổi cao.